# Plectaster
Plectaster is een geslacht van zeesterren uit de familie Echinasteridae.

## Soort
- Plectaster decanus (Muller & Troschel, 1843)